# 列日島
列日島（Liège Island）是南極洲的島嶼，位於南極半島西岸對開海域，在帕默群島的布拉班特島的東北方，座標位置，島嶼長約14.4公里、寬約4.8公里。

## 外部連結
- U.S. Geological Survey, Atlas of Antarctic Research